# I Don't Believe in Love
I Don't Believe in Love è un singolo del gruppo musicale statunitense Queensrÿche, pubblicato nel 1989 ed estratto dall'album Operation: Mindcrime.

## Tracce
1. I Don't Believe in Love (album version) – 4:23
2. I Don't Believe in Love (extended version) – 5:36

## Formazione
- Geoff Tate - voce
- Michael Wilton - chitarra
- Chris DeGarmo - chitarra
- Eddie Jackson - basso
- Scott Rockenfield - batteria